# 桃林水库
桃林水库位于湖南省湘乡市翻江镇。水从褒忠山西麓发源而来，向北流入水府庙水库，汇入涟水。